# Freies Territorium von Triest
Das Freie Territorium von Triest (kurz: FTT; italienisch Territorio libero di Trieste, Abkürzung TLT; slowenisch Svobodno tržaško ozemlje, Abkürzung STO; kroatisch Slobodan teritorij Trsta, Abkürzung STT; friaulisch Teritori Libar di Triest) war eine nach dem Zweiten Weltkrieg gebildete konstitutionelle Republik in Süd- und Mitteleuropa am Golf von Triest, die von den Vereinigten Staaten, dem Vereinigten Königreich und Jugoslawien militärisch besetzt und verwaltet wurde und sich in zwei teilsouveräne Zonen (A und B) gliederte. Der Bundesstaat wurde Anfang 1947 auf Initiative der Alliierten wegen der italienisch-slowenischen Volksgruppenkonflikte gegründet und war damals der Fläche nach der größte unter den sieben europäischen Zwergstaaten. Hauptstadt und größte Stadt war Triest.
Völkerrechtlich legitimiert durch die Pariser Friedenskonferenz 1946 und einen Friedensvertrag zwischen den Alliierten des Zweiten Weltkriegs und dem Königreich Italien (ab Juni 1946 Republik) wurde das Freie Territorium Triest am 15. September 1947 als repräsentative Demokratie mit einem Direktorialsystem proklamiert. Der nie bestellte Gouverneur sollte als Staatsoberhaupt dienen und die Volksversammlung als Einkammerparlament.
Die Geschichte und Politik des Kleinstaates lässt sich in drei Abschnitte einteilen. Von 1947 bis 1948 fand durch die Einführung eigenstaatlicher Institutionen eine Konsolidierung des Landes statt. 1948–1953 kam es im Zuge des Kalten Krieges, durch die jeweilige Besatzungsmacht, zu einer umfassenden Dezentralisierung des Territoriums, die eine Entstehung eines einheitlichen Staatsgebietes faktisch verhinderte. Danach deutete sich nach Massendemonstrationen, die brutal niedergeschlagen wurden, ab 1953 die Auflösung des Staates an, die im Oktober 1954 zur Aufteilung des Territoriums zwischen Italien und Jugoslawien führte.

## Landesname
Der amtliche Staatsname lautete auf Deutsch Freies Territorium Triest (selten auch Freigebiet Triest). Die verlängerte amtliche Vollform lautete Freies Territorium von Triest.
Der Name ging auf die Pariser Friedenskonferenz von 1946 zurück. Dort erklärten die verschiedenen Parteien Triest zu einem „freien Gebiet“ beziehungsweise zu einer „freien Stadt“ (wie Danzig 1920–1939). Der Landesname wurde aber erst mit der Staatsgründung 1947 angenommen. Um die Souveränität und Neutralität des Staates auszudrücken, beschloss die nationale Volksversammlung den Namen Freies Territorium Triest in einem Ständigen Statut zu verankern. Diese Verfassung trat aber nie in Kraft.
Durch das Verwenden der weit verbreiteten Abkürzung Triest entstand fälschlicherweise der Gedanke, bei dem Territorium handele sich lediglich um einen Stadtstaat. Weitere inoffizielle Namen waren Freies Gebiet Triest, Freigebiet Triest, Freistaat Triest und Freie Stadt Triest.

## Geographie

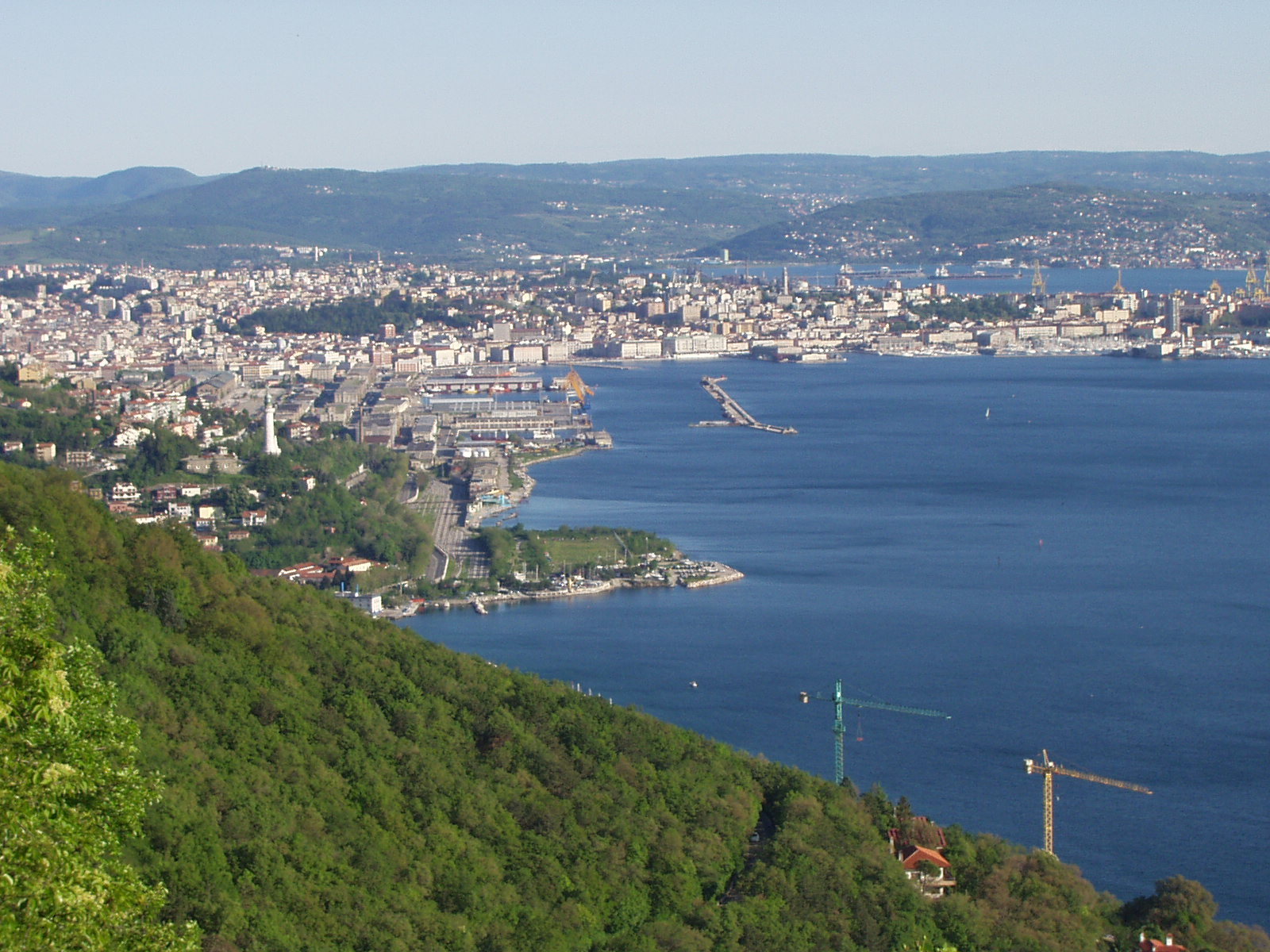
Triest, Hauptstadt des Landes

Das Freie Territorium Triest bildete eine Landbrücke zwischen Istrien und der italienischen Stadt Duino-Aurisina am nordöstlichen Rand des Adriatischen Meeres. Damit zählte es geographisch sowohl zu Südeuropa als auch zu Mitteleuropa. Das Land grenzte im Nordwesten an Italien, im Osten und im Süden an Jugoslawien und im Westen an das Adriatische Meer.
Das Territorium – de facto ein kleiner neutraler Pufferstaat – war mit einer Fläche von 738 km² der größte unter den damals sieben europäischen Zwergstaaten. Das Land ließ sich in zwei geographische Regionen einteilen: die Zone A, heute Provinz Triest, und die Zone B, heute Teil der slowenischen Region Obalno-kraška und der kroatischen Gespanschaft Istrien. Die beiden Regionen waren damals von britischen und US-amerikanischen Soldaten (Zone A) beziehungsweise von jugoslawischen Soldaten besetzt (Zone B).
Die Zone A war ein Küstenstreifen bis Duino-Aurisina, um eine Verbindung zu Italien herzustellen. Sie umfasste die Hauptstadt Triest (italienisch Trieste) und ihr Umland. Die Region hatte eine Fläche von 222,5 km² und war 45 km lang und ca. 5 bis 15 km breit. Im Norden des Streifens befand sich der Karst (italienisch: Carso), eine Hügellandschaft, die mit sehr vielen Höhlen durchsetzt war. Die bekannteste war die Grotta Gigante („Riesenhöhle“). Im Süden folgte nach dem Grenzfluss Dragonja/Dragogna die Zone B. Dieses Gebiet hatte eine Fläche von 515,5 km² und lag auf der Halbinsel Istrien.
Die wichtigsten Flüsse des Landes waren Risana, Dragogna, Timavo, Rosandra und Quieto. Höchste Erhebung war der Monte Cocusso/Kokos mit 668 Meter über Adria.
Der nördlichste Punkt des Mutterlandes des Territoriums befand sich bei Medjavas in der Nähe von Duino auf 45° 48’, der südlichste am Porto Quieto auf 45° 18’ nördlicher Breite. Der westlichste Punkt war die Punta Salvore auf 13° 29’, der östlichste Punkt befand sich bei Gročana auf 13° 55’ östlicher Länge.

## Geschichte

### Vorgeschichte der Entstehung des Territoriums

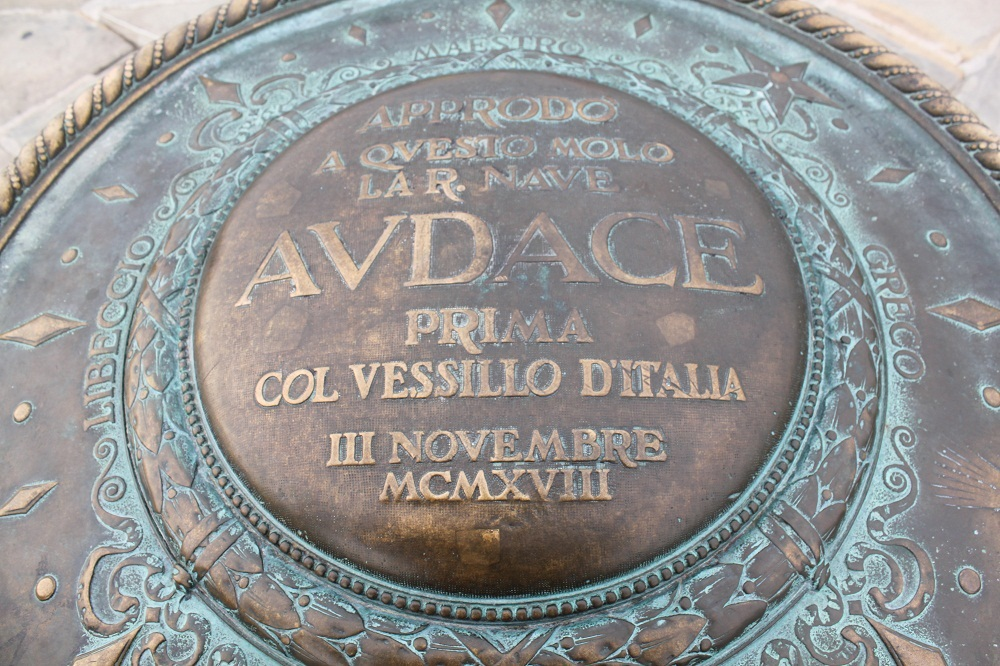
Gedenkstein auf dem Molo Audace, vorher Molo San Carlo, zur italienischen Besetzung der Stadt Triest am 3. November 1918

Das Gebiet des späteren Freien Territoriums Triest war bis zum Ende des Ersten Weltkriegs Teil eines Kronlandes von Österreich-Ungarn, des Küstenlandes, dessen wichtigster Hafen Triest war. Die Einwohner von Triest und der Städte Istriens waren mehrheitlich Italiener, die ländlichen Gebiete Istriens und der Karstregion um Triest waren mehrheitlich von Slawen besiedelt, im Norden von Slowenen und im Südwesten von Kroaten. Daneben gab es in einigen Städten, vor allem in Triest, auch eine deutschsprachige Minderheit. Mehr als 80 Prozent der Einwohner des FTT sprachen Italienisch, worunter allerdings auch Friaulisch und Venetisch subsumiert wurden, 11 % sprachen Slowenisch, 5 % Kroatisch, 1 % Deutsch.
Das bereits am Ende des Kriegs 1918 vom Königreich Italien besetzte Istrien wurde mit Triest und Teilen des heutigen Slowenien 1921 formell annektiert. 1925 folgte die heute zu Kroatien gehörende Hafenstadt Fiume an der Kvarner-Bucht (ital. Quarnero), wo einige Jahre zuvor der Freistaat Fiume bestanden hatte. Die angrenzende Krain und Dalmatien gingen 1918/1919 größtenteils im neugegründeten Königreich der Serben, Kroaten und Slowenen (SHS-Staat, ab 1929 Königreich Jugoslawien) auf.
Mit der Aufteilung der ehemaligen österreich-ungarischen Gebiete unter Italien und dem SHS-Staat setzte eine tiefgreifende Italianisierung bzw. Slawisierung durch die Regierungen unter Mussolini bzw. Karađorđević ein. Die jeweiligen sprachlichen Minderheiten und ihre Kultur wurden in den 1920er- und 1930er-Jahren von Italienern und Jugoslawen massiv unterdrückt und diskriminiert. Dies betraf v. a. die slawischsprachige Bevölkerung am Karst, die italienische in Dalmatien und deutschsprachigen Minderheiten in Marburg und der Gottschee. Es kam immer wieder zu gewaltsamen anti-slawischen Ausschreitungen in Italien sowie zu anti-deutschen und anti-italienischen im SHS-Staat. So wurde schon am 13. Juli 1920 – ein Jahr vor dem formellen Anschluss des Gebiets – das Haus eines slowenischen Vereins (Narodni dom) in Triest als Vergeltungsmaßnahme niedergebrannt, nachdem bei Unruhen in der dalmatinischen, zum SHS-Staat gehörenden Hafenstadt Split (italienisch Spalato) zwei italienische Seeleute von jugoslawischen Sicherheitskräften erschossen worden waren.
Viele Slowenen und Kroaten wanderten in den jugoslawischen SHS-Staat aus, während sich andere in der 1924 gegründeten, slawischen terroristischen Organisation TIGR (Akronym aus Trst, Istra, Gorica in Reka – „Triest, Istrien, Görz und Rijeka“) engagierten, die in den 1920er- und 1930er-Jahren über 100 Terroranschläge verübte. Ebenso wanderten zahlreiche italienisch- und deutschsprachige Bewohner Jugoslawiens nach Italien oder Österreich aus, weil sie sich im SHS-Staat ebenso Diskriminierungen und Verfolgungen ausgesetzt sahen.
Italien kämpfte im Zweiten Weltkrieg bis zum Zusammenbruch des faschistischen Regimes von Benito Mussolini 1943 auf Seiten Deutschlands. Nach der Kapitulation Italiens im September 1943 wurde das Gebiet von Triest von der Wehrmacht besetzt und Teil der Operationszone Adriatisches Küstenland.
Am 1. Mai 1945 wurde Triest von der Vierten Jugoslawischen Armee und dem Neunten Slowenischen Korps besetzt. Erst am 2. Mai erreichten auch neuseeländische und britische Einheiten die Stadt. Unter internationalem Druck verließen die jugoslawischen Truppen am 12. Juni Triest.
Bereits im Rahmen der Pariser Friedenskonferenz 1946 wurde beschlossen, „das internationale Territorium von Triest“ zu schaffen. Außerdem wurden die drei Amtssprachen Italienisch, Slowenisch und Kroatisch festgelegt. Jedoch bestand am Ende der Konferenz noch Uneinigkeit über „das Ausmaß der Autorität, die von dem Sicherheitsrat und der örtlichen Verwaltung im Territorium Triest ausgeübt werden soll“.

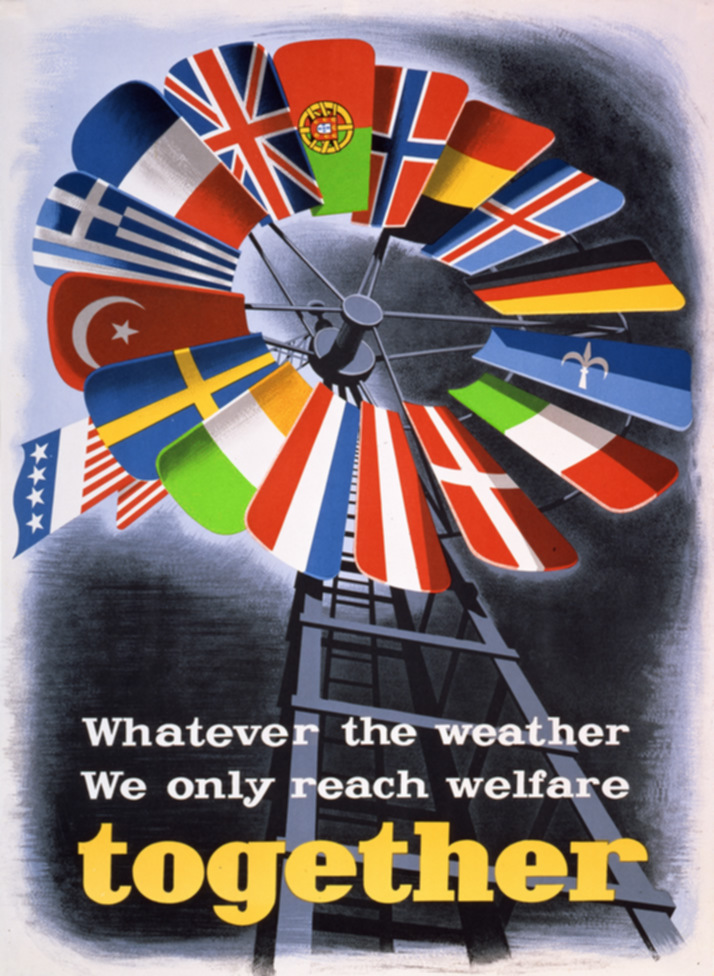
Werbeplakat für den Marshallplan. Die Flagge von Triest wurde hier irrtümlich blau statt rot gefärbt (1950)

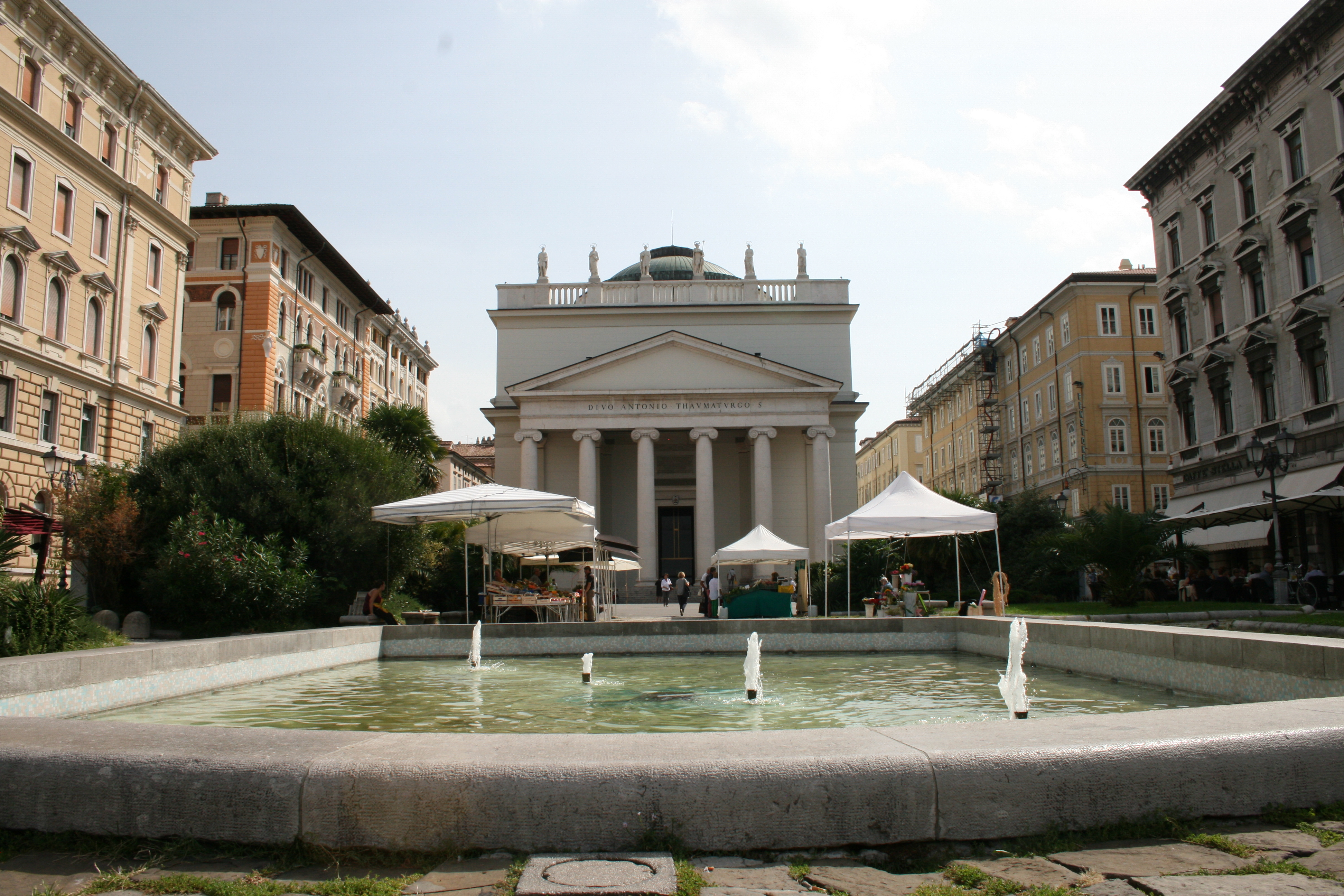
Die Kirche Sant’Antonio Taumaturgo, eins der Wahrzeichen des Territoriums

### Unabhängigkeit und Konsolidierung des Staates
Am 10. Januar 1947 beschloss der Sicherheitsrat der Vereinten Nationen in der Resolution 16 fast einstimmig die Gründung des Freien Territoriums Triest. Der Termin der Staatsgründung stand noch offen.
Am 10. Februar 1947 wurde in Paris von Vertretern der Alliierten des Zweiten Weltkriegs ein Friedensvertrag mit der neuen italienischen Republik unterzeichnet, der die Errichtung des Freien Territoriums für den 15. September 1947 vorsah. Das Territorium sollte als neutraler Staat unter Protektion der Vereinten Nationen existieren und in zwei Zonen eingeteilt werden.
Am 15. September 1947, dem Tag des Inkrafttretens des italienisch-alliierten Friedensvertrags, wurde das Freie Territorium Triest von Terence Sydney Airey, dem britischen Gouverneur der Zone A, mit der „Proklamation Nr. 1.“ proklamiert. Es fand eine feierliche militärische Zeremonie zur Staatsgründung statt und überall im neuen Staat kam es zu Feierlichkeiten. Am gleichen Tag trat mit dem Vorläufigen Statut (offiziell „Urkunde über die Provisorische Regierung des Freien Territoriums von Triest“) die provisorische Verfassung des Gebiets in Kraft. Danach fand eine umfassende Konsolidierung des Staates statt. Als strukturelles Vorbild diente die Schweiz mit ihrem Direktorialsystem.
Zwischen 1947 und 1948 wurden die Triestiner Lira als eigene Währung, eigene Staatssymbole (Flagge, Wappen und die Nationalhymne Inno di San Giusto), ein eigenes Postwesen, Bankensystem, Briefmarkenreihe, eigene Autokennzeichen eingeführt, eine eigene staatliche Eisenbahngesellschaft gegründet, ein umfassender Sicherheitsapparat ins Leben gerufen und ein eigenes Parlament geschaffen.
Der Aufbau des neuen Territoriums erhielt jedoch bald einen Dämpfer. Zwischen Oktober 1947 und März 1948 lehnte die Sowjetunion die Kandidatur von 12 Nominierungen für den Posten des Gouverneurs, die die USA, das Vereinigte Königreich und Frankreich vorschlugen, ab. Da man sich danach immer noch nicht auf einen Gouverneur einigen konnte, wurden die beiden Kommandanten der Zonen Terence Sydney Airey (A) und Mirko Lenac (B) in ihrer Eigenschaft als Militärgouverneure mit der Errichtung einer „provisorischen Verwaltung“ für die Zeit bis zur Bestellung eines Gouverneurs durch den UN-Sicherheitsrat beauftragt. Damit hatte man ihnen faktisch die Funktion eines Regierungschefs übertragen. Dieses Provisorium hielt bis zur Auflösung des Territoriums 1954 an.
Im Zuge des Beginns des Kalten Kriegs und wiedererstarkenden nationalistischen Forderungen nach einer Rückgabe des ganzen Freistaates mit dem Rest Istriens an Italien, das das Land 1946 abtreten musste, kam es verstärkt zu Spannungen zwischen der britischen und US-amerikanischen Verwaltung, die Italien unterstützte, auf der einen Seite, und der jugoslawischen, die bis zum Bruch Titos mit Stalin 1948 ideologische Unterstützung von der Sowjetunion erhielt, auf der anderen Seite. Tito verfolgte danach eine Politik der Anbindung des gesamten Territoriums an den jugoslawischen Staat. Jugoslawiens Gouverneur Mirko Lenac forderte daraufhin mehr Rechte für die Zone B ein und verweigerte jegliche weitere Machtabgabe an den scheinbar westlich dominierten dezentralen Einheitsstaat. Damit beendete er die Anstrengungen zur Entstehung eines einheitlichen Staatswesens.

### Dezentralisierung und Instabilität

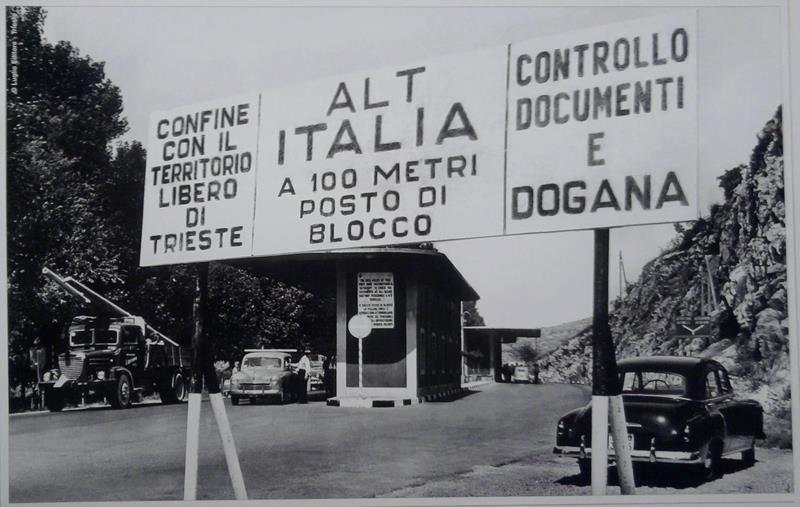
Kontrollen an der Grenze zwischen Italien und Triest

Die faktische jugoslawische Beendigung des Einigungsprozesses des Territoriums 1948 führte zu einem Umdenken in den Vereinigten Staaten und dem Vereinigten Königreich. Mit Billigung der UN wurde die Einsetzung einer Verfassung für Triest, die mit dem Ständigen Statut bereits bereitstand, auf Eis gelegt und die Ernennung eines Gouverneurs verzögert.
Am 28. Juni 1948 führten die zunehmenden Spannungen zwischen Jugoslawien und der Sowjetunion zum Bruch Titos mit Stalin. An der Haltung der jugoslawischen Verwaltung änderte sich aber weitgehend nichts. Stattdessen schottete sie sich immer weiter ab. Zu einer gewissen Kooperation kam es dennoch. Nach dem sowjetisch-jugoslawischen Bruch unterstützten die USA im Rahmen des Marshallplans ab Herbst 1948 das Freie Territorium und Jugoslawien mit Hilfslieferungen und großzügigen Krediten. Dafür durften westeuropäische Schiffe auch den Hafen von Koper anlaufen.
Im Juni 1949 kam es in Triest zu Wahlen. Sie wurden von der Volksversammlung in Absprache mit dem britischen Militärkommandanten Terence Sydney Airey angesetzt. Obwohl die gesamte Bevölkerung daran teilnehmen sollte, fanden die Wahlen nur in der Zone A statt. Als Siegerin ging mit 39 % die konservative und pro-italienische Democrazia Cristiana hervor. Die Partito Comunista del Territorio Libero di Trieste, die bereits die Macht in der Zone B übernommen hatte und von Jugoslawien finanziell unterstützt wurde, erhielt über 21 %. Das Resultat der Wahlen spiegelte die innere Instabilität des Territoriums wider. Es konnte keine Regierung gebildet werden, weil die verschiedenen Parteien aufgrund ihrer Ideologie beziehungsweise ihres Programms die Zusammenarbeit mit anderen Parteien verweigerten. Die Christdemokraten (Democrazia Cristiana) wollten nicht mit dem Partito Comunista del TLT zusammenarbeiten. Die Republikaner verweigerten die Kooperation mit den Monarchisten, die eine Wiedererrichtung des Königreichs Italien unter dem Haus Savoyen anstrebten oder zumindest die Schaffung einer neuen „Triestiner Monarchie“ forderten. Die drei großen Erfolge der Monarchisten im Territorium waren die Installation der Marcia Reale („Königlicher Marsch“) als kurzzeitige Nationalhymne 1947 sowie das vorgeschlagene und von den beiden Besatzungsmächten übernommene Geldsystem mit den Münzen und Noten der beiden ehemaligen Königreiche Jugoslawien und Italien 1948.
Die Wahlen von 1949, die weitgehend symbolisch waren und politisch ergebnislos blieben, führten endgültig zu einer verwaltungstechnischen Auflockerung des bisherigen Zentralstaates. Die britisch-US-amerikanische und die jugoslawische Militärverwaltung statteten die Zivilregierungen der beiden Zonen mit immer mehr Kompetenzen aus. Die Macht der Volksversammlung wurde dagegen ausgehöhlt. Die Einführung der zwei verschiedenen Nationalitätszeichen TS (für die Zone A)
und STT (für die Zone B) bildeten den Höhepunkt der Föderalisierung. Auch wirtschaftlich kam es zu einer inneren Teilung. Nachdem die Zivilregierung der Zone A beschloss, neben der Triestiner Lira, deren Münzen und Noten noch aus der Zeit des Königreichs Italiens stammten, auch die Lira der Republik Italien als gleichwertige Währung anzuerkennen, billigte die jugoslawische Militärverwaltung die Einführung des Jugoslawischen Dinars als zweite Währung der Zone B. So hatte das Territorium drei Währungen, von denen nur eine im ganzen Staatsgebiet gültig war.

## Bevölkerung
Nach Schätzungen der Alliierten Militärregierung lebten 1949 in der Zone A 310.000 Einwohner, darunter 239.200 Italiener und 63.000 Slowenen.
Die jugoslawische Volkszählung von 1945 ergab für die spätere Zone B eine Einwohnerzahl von 67.461, darunter 30.789 Slawen, 29.672 Italiener und 7.000 Einwohner unbekannter Nationalität. Heutige italienische Quellen gehen hier von einem wesentlich höheren Anteil der italienischen Bevölkerung – 54.000 Italiener, 12.000 bis 17.000 Slawen – aus, während slowenische Quellen von einem höheren Anteil der slowenischen Bevölkerung sprechen.
Angaben von 1946 gingen für das gesamte Territorium von folgenden Werten aus: Gesamtbevölkerung 330.000, davon 278.000 Italiener (84 %), 35.000 Slowenen (11 %), 13.000 Kroaten (4 %), 4.000 Deutsche bzw. deutschsprachige Altösterreicher (1 %).

### Geografische Verteilung der Sprachgruppen
Italienisch wurde hauptsächlich in der Hauptstadt und den wichtigsten Orten an der Küste gesprochen (Duino, Grignano, Triest, Muggia, Capodistria/Koper, Isola/Izola, Pirano/Piran, Portorose/Portorož, Santa Lucia di Portorose/Lucija, Salvore/Savudrija, Umago/Umag, Daila/Dajla und Cittanova/Novigrad), außerdem im Hinterland von Muggia, Capodistria, Isola, Pirano, Buie und Umago. Nach der letzten k.u.k Volkszählung von 1910 lebten in den Küstenstädten 98 bis 100 % Italiener. In Pirano und Isola zum Beispiel wurde 1910 kein einziger Slawe gezählt.
Der Großteil der slowenischsprachigen Bevölkerung lebte am Randbereich des Klassischen Karst zwischen Štivan/San Giovanni di Duino im Norden und Šmarje im Süden. Außerdem kamen viele Slawen nach 1880 als Gastarbeiter in die gemischtsprachigen Gebiete, in einige Stadtteile und die Umgebung der Hafen- und Industriestadt Triest (Barkovlje/Barcola, Sveti Ivan/San Giovanni und Škedenj/Servola), dann oberhalb von Muggia (Hrvatini/Crevatini, Škofije/Albaro Vescovà) und auch ins Hinterland von Koper/Capodistria. Nachdem Italienisch in den städtischen Zentren überwog, und nicht zuletzt auch wegen der vorangegangenen Italianisierung während der 1920er- und 1930er-Jahre, beherrschten die meisten Slowenen auch Italienisch.
Die kroatischsprachige Bevölkerung lebte im Süden des Territoriums und stellte die Mehrheit in den Dörfern des istrianischen Karsthinterlands um Topolovec/Belvedere, während sich die deutschsprachige Bevölkerung auf Triest konzentrierte.
Von den 18 Gemeinden wiesen im Jahre 1947 sieben kleine ländliche Gemeinden eine slowenischsprachige Mehrheit auf: Nabrežina, Zgonik, Repentabor, Dolina (jeweils in der Zone A), Marezige, Dekani und Šmarje (jeweils in der Zone B). Die übrigen elf Gemeinden gab es eine italienischsprachige Bevölkerungsmehrheit. Keine Gemeinde hatte eine kroatischsprachige Mehrheit.
In den städtischen Zentren entlang der Küste waren die Grenzen zwischen den ethnischen Gruppen im Allgemeinen klar umrissen, mit unterschiedlichem Sprachgebrauch und Nationalgefühl sowie gewissen kulturellen Eigenheiten. Im ländlich geprägten istrianischen Hinterland dagegen verschwammen die Differenzen zwischen den Ethnien bisweilen. So sprach ein Teil der Bevölkerung im Hinterland einen gemischten italienisch-slawischen Dialekt mit venezianischen, slowenischen und kroatischen Elementen. Diese Mischung ist unter anderem darauf zurückzuführen, dass die auf dem Land in Julisch Venetien, Istrien und Dalmatien lebenden Slawen seit Jahrhunderten in einer zwei- oder mehrsprachigen Umgebung lebten. Die damalige wirtschaftliche und kulturelle Dominanz der Italiener – unter anderem entstanden aus der bis ins späte 18. Jahrhundert von der Republik Venedig im adriatischen Raum ausgeübten Vormachtstellung – äußerte sich unter anderem auch dadurch, dass die slawische Kultur von der italienischsprachigen Bevölkerung völlig ignoriert wurde und praktisch niemand die Sprachen der slawischen Nachbarn erlernte – ein Trend, der bis heute anhält.

### Interzonale Migration
In den späten 1940er-Jahren und in einem weiteren Schub nach 1954 wanderten bis zu 40.000 Menschen, hauptsächlich Italiener, von der jugoslawisch kontrollierten Zone B in die Zone A. Manche von ihnen gaben als Grund Drangsalierungen und Diskriminierungen durch die Slawen an, andere wollten ganz einfach nicht in Jugoslawien leben. Umgekehrt wanderten die Slowenen jedoch nicht in die Zone B.
Die unterschiedliche Wahrnehmung dieser Bewegung schlug sich auch in den Sprachregelungen nieder: So wurden die Auswanderer aus der Zone B in Jugoslawien „Optanten“ genannt (ähnlich wie die Südtiroler Optanten), in Italien dagegen „Exilierte“ bzw. „Vertriebene“ (ital. esuli).

## Politik und Verwaltung

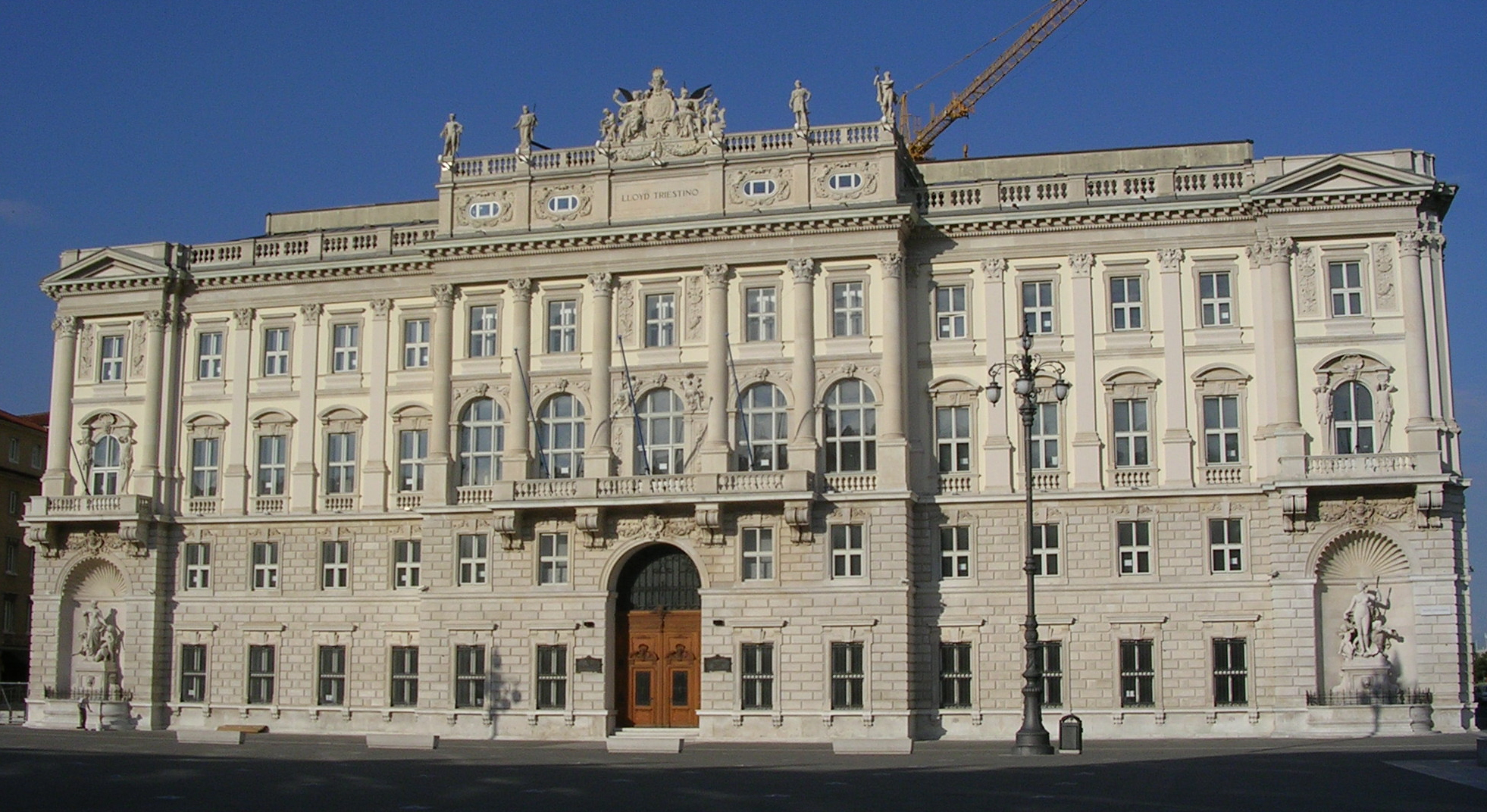
Der Lloydpalast (Palazzo del Lloyd Triestino), Sitz der Volksversammlung, des provisorischen Parlaments

Das Territorium bestand aus zwei Zonen:
- Zone A mit einer Fläche von 222,5 km² und 262.000 Einwohnern umfasste hauptsächlich Triest und wurde von britischen und US-amerikanischen Soldaten besetzt.
- Zone B mit einer Fläche von 515,5 km² und 71.000 Einwohnern umfasste den Nordwesten Istriens und wurde von der Jugoslawischen Volksarmee besetzt.

Diese Zonenteilung verhinderte das tatsächliche Entstehen eines einheitlichen Staatsgebildes, das es formell darstellte. Der gemeinsame Staatsgedanke fand dennoch seinen Ausdruck in mehreren gemeinsam verwendeten Symbolen und Einrichtungen. Diese waren:
- die gemeinsame Flagge: weißer Hakenspieß bzw. weiße Gleve (als heraldischer Form der Lilie) (im Volksmund fälschlich „Hellebarde“ genannt) in rotem Feld,
- das internationale Autokennzeichen (TLT),
- die eigene staatliche Eisenbahngesellschaft Azienda autonoma delle ferrovie del Territorio libero di Trieste – AAFTLT,
- eine eigene Währung, die Triestiner Lira.

### Die beiden Militärregierungen

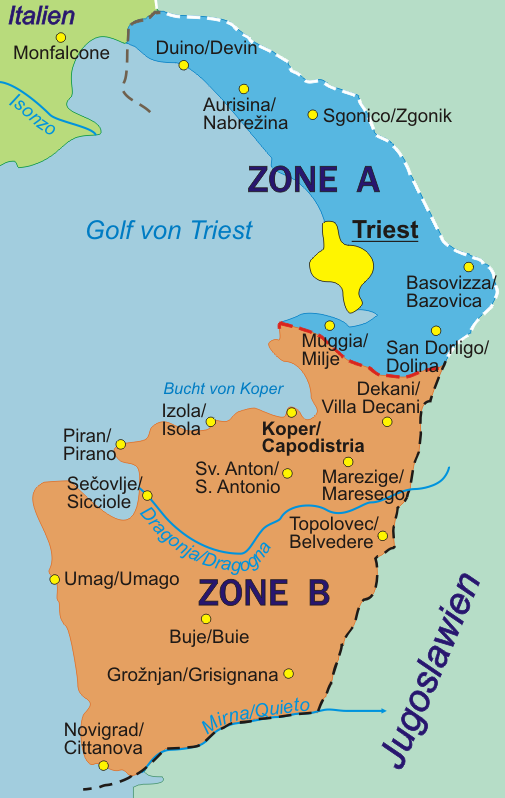
Die beiden Zonen des Territoriums: Zone A (blau) und Zone B (braun)

Bis zur Bestellung eines Gouverneurs – zu der es nie kam – wurde das Territorium provisorisch von der jeweiligen Besatzungsmacht regiert.
Der Befehlshaber des britischen Kontingents war Militärkommandant der Zone A – auch British-United States Zone oder BUSZ genannt – und hatte seinen Sitz auf Schloss Duino. Die Alliierte Militärregierung (Allied Military Government, AMG) in Zone A wurde von zwei Militärkontingenten mit je 5.000 Soldaten unterstützt:
1. dem britischen Kontingent BETFOR (British Element Trieste Force) und
2. dem US-amerikanischen Kontingent TRUST (Trieste United States Troops).

In der Zone B war der Befehlshaber des jugoslawischen Kontingents Militärkommandant. Die ihm unterstehende jugoslawische Militärregierung (Svobodni Tržaški Teritorji – Vojna Uprava Jugoslovenske Armije, STT-VUJA, bzw. Svobodni Tržaški Teritorji – Vojna Uprava Jugoslovenske Narodna Armije, STT-VUJNA) hatte ihren Sitz in Capodistria/Koper.

### Verwaltungsgliederung
Die praktisch bedeutsamste Gliederung war jene in die beiden Zonen A und B. Der Sitz der zivilen Verwaltung der Zone A befand sich in Triest, jener der militärischen und zivilen Verwaltung der Zone B in Capodistria/Koper. Dabei war die jugoslawisch verwaltete Zone B wiederum verwaltungsmäßig geteilt, einerseits in den italienisch-slowenischen Bezirk von Capodistria, genannt Koprščina, andererseits in den italienisch-kroatischen Bezirk von Buie, genannt Bujština. Die Grenze zwischen diesen beiden militärischen Bezirken bildete der Fluss Dragogna/Dragonja, der auch heute die Grenze zwischen Slowenien und Kroatien bildet.
Das Territorium bestand aus 18 Gemeinden (gereiht von Norden nach Süden):
- Duino / Devin
- Nabrežina / Aurisina
- Zgonik / Sgonico
- Repentabor / Monrupino
- Trieste / Trst
- Muggia / Milje
- Dolina / San Dorligo della Valle
- Dekani / Villa Decani
- Koper / Capodistria
- Izola / Isola
- Pirano / Piran
- Marezige / Maresego
- Šmarje pri Kopru / Monte di Capodistria
- Umag / Umago
- Buie d’Istria / Buje
- Verteneglio / Brtonigla
- Grisignana / Grožnjan
- Cittanova d’Istria / Novigrad

### Sicherheit
Gemäß Artikel 3 des Permanentstatuts des Freien Territoriums Triest bildete das Territorium ein neutrales und demilitarisiertes Gebiet. Dementsprechend gab es kein eigenes Triestiner Militär und es bestand auch keine Wehrpflicht für die einheimische Bevölkerung.
Bis zur Bestellung eines Gouverneurs und der Regierung sollte die Sicherheit des Territoriums durch die Stationierung von je 5.000 US-amerikanischen, britischen und jugoslawischen Soldaten gewährleistet werden, wobei die US-amerikanischen und britischen Einheiten in Zone A, die jugoslawischen dagegen in Zone B stationiert waren. Danach sollten die Truppen abgezogen und das Gebiet dauerhaft entmilitarisiert werden.
Zur Aufrechterhaltung der öffentlichen Ordnung und Sicherheit im Inneren hatte das Territorium, wie in Artikel 28 des Statuts vorgesehen, eigene Polizeikräfte und Sicherheitsdienste:
- Die zivile Polizei (Venezia Giulia Police Force, VGPF) wurde mit einer ersten Parade von 700 Polizisten am 13. Oktober 1945 bereits 1945 eingerichtet. Sie war nach britischem und US-amerikanischem Vorbild organisiert und galt schon bald als eine der modernsten Polizeieinheiten des europäischen Kontinents. Sie wies Mitte 1947 eine Mannstärke von 6.000 auf.
- Die Finanzwache (Guardia di Finanza) bestand aus bis zu 1.200 Polizisten.
- Das Verwaltungspolizeikorps (Polizia amministrativa) wurde 1949 eingerichtet und zählte rund 300 Mann.

### Wahlen

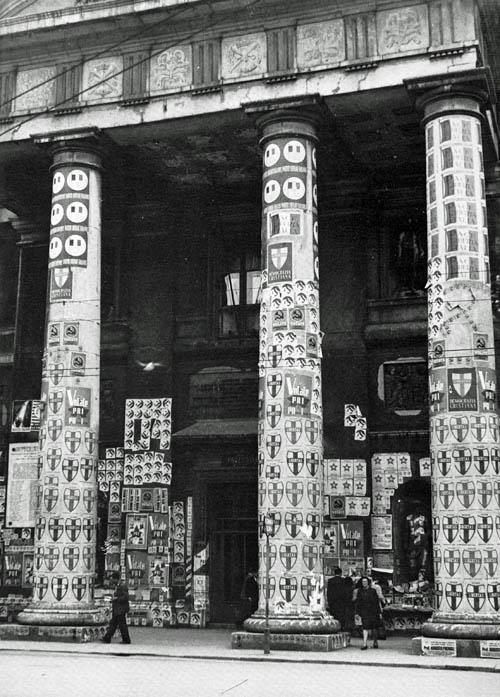
Wahlplakate der Democrazia Cristiana in Triest 1949

Die aus einer Kammer mit sechzig Sitzen bestehende gesetzgebende Volksversammlung wurde gemäß Artikel 12 des Statuts nach den Grundsätzen des allgemeinen, gleichen, unmittelbaren und geheimen Wahlrechts von allen Bürgern des Territoriums gewählt. Es fanden zwei Wahlen statt, am 12. Juni 1949 und 1952, beide nur in der A-Zone. Dabei erreichten die wahlwerbenden Parteien folgende Mandatstände:
| Partei                                                                   | 1949 | 1952 |
| ------------------------------------------------------------------------ | ---- | ---- |
| Christdemokraten (Democrazia Cristiana)                                  | 25   | 28   |
| Kommunisten (Partito Comunista del TLT)                                  | 13   | 6    |
| Julisch-Venetische Sozialisten (Partito Socialista della Venezia Giulia) | 4    | 5    |
| Independentisten (Fronte Giuliano per l'Indipendenza di Trieste)         | 4    | 5    |
| Neofaschisten (Movimento Sociale)                                        | 4    | 4    |
| Republikaner (Partito Repubblicano)                                      | 3    | 4    |
| Monarchisten (Monarchici)                                                | 3    | 1    |
| Liberale (Partito Liberale)                                              | 1    | 3    |
| Slowenische Listen                                                       | 1    | 1    |
| Titinische Kommunisten (Comunisti titini)                                | 1    | 1    |
| Blocco Trieste/Unione Trieste                                            | 1    | 1    |
| Sozialisten (Partito Socialista)                                         | —    | 1    |

| 1949Insgesamt 60 Sitze - CT: 1 - PCTLT: 13 - Slow.: 1 - FGIT: 4 - BT: 1 - PSVG: 4 - PRI: 3 - DC: 25 - PLI: 1 - Monar.: 3 - MSI: 4 | 1952Insgesamt 60 Sitze - CT: 1 - PCTLT: 6 - PSI: 1 - Slow.: 1 - FGIT: 5 - BT: 1 - PSVG: 5 - PRI: 4 - DC: 28 - PLI: 3 - Monar.: 1 - MSI: 4 |

## Wirtschaft

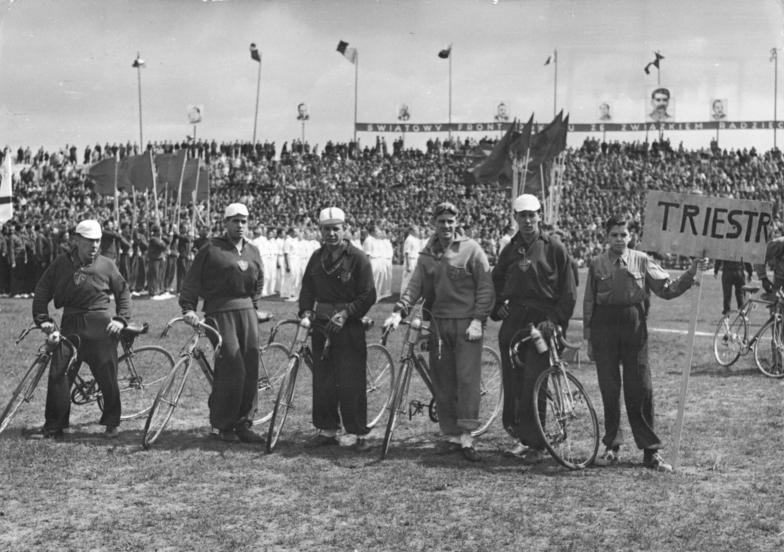
Inoffizielle Mannschaft aus Triest (siehe „TRIESTR“ statt „TRIESTE“ auf der Tafel), Radrennen in Polen, 28. April 1950. Alle offiziellen Athleten aus Triest und Umgebung waren in jenen Jahren in den italienischen Mannschaften aktiv, wie z. B. Duilio Loi, Tiberio Mitri, Guido De Santi und Irene Camber.

### Verkehr
Am 19. September 1947 ging die Zuständigkeit für das Eisenbahnnetz des Territoriums auf die neugegründete Azienda autonoma delle ferrovie del Territorio libero di Trieste (Autonome Eisenbahngesellschaft des Freien Territoriums Triest – AAFTLT) über. Die AAFTLT betrieb folgende Eisenbahnlinien:
- von der italienischen Grenze bei Duino über Barcola zum Triestiner Hauptbahnhof (Trieste Centrale)
- von Villa Opicina/Opčine über Nabrežina und Barcola zum Triestiner Hauptbahnhof
- von der jugoslawischen Grenze bei Villa Opicina/Opčine über Guardiella nach Triest-St.Andrea
- von Triest-Sant’Andrea über Servola/Škedenj nach Aquilinia/Žavlje (bei Muggia)
- das nördliche Teilstück der Verbindungsbahn zwischen Triest-St.Andrea und der Istrianer Bahn nach Pula/Pola.

### Postwesen
Das Postwesen spiegelte die innere Teilung des Territoriums wider: In der Zone A verwendete die Postverwaltung italienische Briefmarken, auf die das Kürzel AMG FTT (Allied Military Government Free Territory of Trieste = „Alliierte Militärregierung Freies Territorium Triest“) aufgedruckt wurde. In der Zone B führte die jugoslawische Verwaltung dagegen eigene Briefmarken mit dreisprachiger Aufschrift (Italienisch, Slowenisch und Kroatisch) ein. Ab Anfang 1950 wurde der Aufdruck AMG FTT leicht geändert: er war fortan einzeilig und in einer anderen Schriftart.

### Tabakmonopol
Wie in den übrigen Ländern Europas bestand auch im Freien Territorium Triest ein staatliches Tabak-Monopol. Die Preise waren allerdings – auch wegen einiger von den Alliierten gewährten Handelserleichterungen und der um 20 % niedrigeren Steuern als in Italien – wesentlich geringer als in den Nachbarländern. Zigaretten waren durchschnittlich um 18 % billiger als in Italien.

### Medien
Im Territorium wurden zwei Radioprogramme gesendet: Radio Trieste in italienischer und Radio Trst A in slowenischer Sprache. Eigene Radiosender in kroatischer oder deutscher Sprache gab es dagegen nicht. Die kroatischsprachige Bevölkerung konnte allerdings die jugoslawischen Medien in ihrer Sprache empfangen.

## Ende
Nachdem sich die Alliierten auch sieben Jahre nach Gründung des Territoriums im UN-Sicherheitsrat nicht auf die Nominierung eines Gouverneurs hatten einigen können und sich die innere Zonenteilung des Territoriums vor dem Hintergrund des Kalten Kriegs zunehmend verfestigt hatte, zeigte sich das Scheitern des Versuchs, einen neutralen multiethnischen Freistaat Triest zu schaffen. Ohne einen gemeinsamen Gouverneur konnte eine einheitliche und von den Besatzungsmächten unabhängige Verwaltung nicht etabliert werden. Dies erkannten schlussendlich auch die Alliierten – sie beendeten das Triestiner Experiment.
Am 5. Oktober 1954 wurde in London von den Regierungen Italiens, Großbritanniens, der USA und Jugoslawiens ein Memorandum unterzeichnet, mit dem die Zivilverwaltung in Zone A provisorisch an Italien und in Zone B an Jugoslawien übergeben wurde; dabei gab es nur geringfügige Grenzänderungen. Italien sicherte den Fortbestand Triests als Freihafen gemäß den Bestimmungen des Friedensvertrags zu. Das Memorandum wurde auch vom UN-Sicherheitsrat angenommen. Mit der Übergabe der Verwaltung in Zone A an Italien durch die Alliierte Militärregierung am 26. Oktober 1954 hörte das durch Großbritannien und die USA verwaltete Freie Territorium Triest auf zu bestehen und am 27. Oktober 1954 wurde durch ein italienisches Dekret ein italienischer Generalkommissar für das Freie Territorium von Triest eingesetzt.
Endgültig zwischen Italien und Jugoslawien aufgeteilt wurde das Gebiet des früheren Freien Territoriums Triest erst am 10. November 1975 mit dem Vertrag von Osimo.